# Ерік Найт
Ерік Найт (англ. Eric Knight; 10 квітня 1897, Менстон — 15 січня 1943, Суринам) — англійський письменник та сценарист. Насамперед відомий як автор роману «Лессі повертається додому» (1940), де вперше впровадив образ колі Лессі, персонажа безлічі книжок, серіалів та фільмів. Також відомий своїми сатиричними, фентезійними та науково-фантастичними творами, переважна більшість яких представлена у збірці «Літаючий йоркширець» (англ. «The Flying Yorkshireman»). 1942 року Ерік Найт прийняв американське громадянство, але вже наступного року загинув в авіакатастрофі, бувши майором армії США.

## Життєпис
Народився 10 квітня 1897 року в Менстоні, Західний Йоркшир, Англія. Наймолодший син квакерів Маріон Гільди та Фредеріка Гаррісона Найта, багатого купця діамантами, який загинув під час англо-бурської війни, коли Еріку виповнилося всього два роки. Невдовзі його матір переїхала до Санкт-Петербургу, де працювала гувернанткою в імператорській родині. 1912 року сім'я поселилася у Сполучених Штатах.
Найт неодноразово змінював напрямки своєї кар'єри, зокрема під час Першої світової війни служив зв'язківцем у Канадському полку легкої піхоти принцеси Патриції, а згодом став капітаном польової артилерії у складі Резерву Армії США, де прослужив до 1926 року. Під час Першої світової війни загинули двоє його братів, які служили у складі Пенсильванської національної гвардії. Найт також спробував себе у ролі студента художньої школи, газетного репортера та сценариста.
Найт одружувався двічі. 28 липня 1917 року взяв шлюб з Керолайн Ноєс Гелл, яка народила трьох доньок. 2 грудня 1932 року одружився з жінкою на ім'я Джері Брилявскі, з якою розводив собак породи колі на фермі в Плезент-Веллі, округ Бакс, Пенсільванія, США. У 1939—1943 роках пара мешкала на фермі Спрінгхауз. 1940 року Найт опублікував роман «Лессі повертається додому», розширивши оповідання, яке він видав 1938 року на сторінках газети «Сетурдей Івнінг Пост». Завдяки кінокомпанії «MGM» 1943 року світ побачила однойменна екранізація з Родді Макдавеллом у ролі Джо Керраклафа та колі Пал у ролі Лессі. Успіх роману та фільму дав поштовх для створення ще низки фільмів та телесеріалів, які закріпили образ Лессі у свідомості глядачів. Роман Найта не втрачає актуальності до сьогодні та весь час перевидається.
15 січня 1943 року Ерік Найт загинув на борту військово-транспортного літака C-54 у Суринамі, Південна Америка.

## Переклади українською
- Ерік Найт. Лессі повертається додому. — К. : ВСЛ, 2015. — 304 с. — ISBN 978-617-679-110-2.